# اليوم الدولي لإلغاء الرق

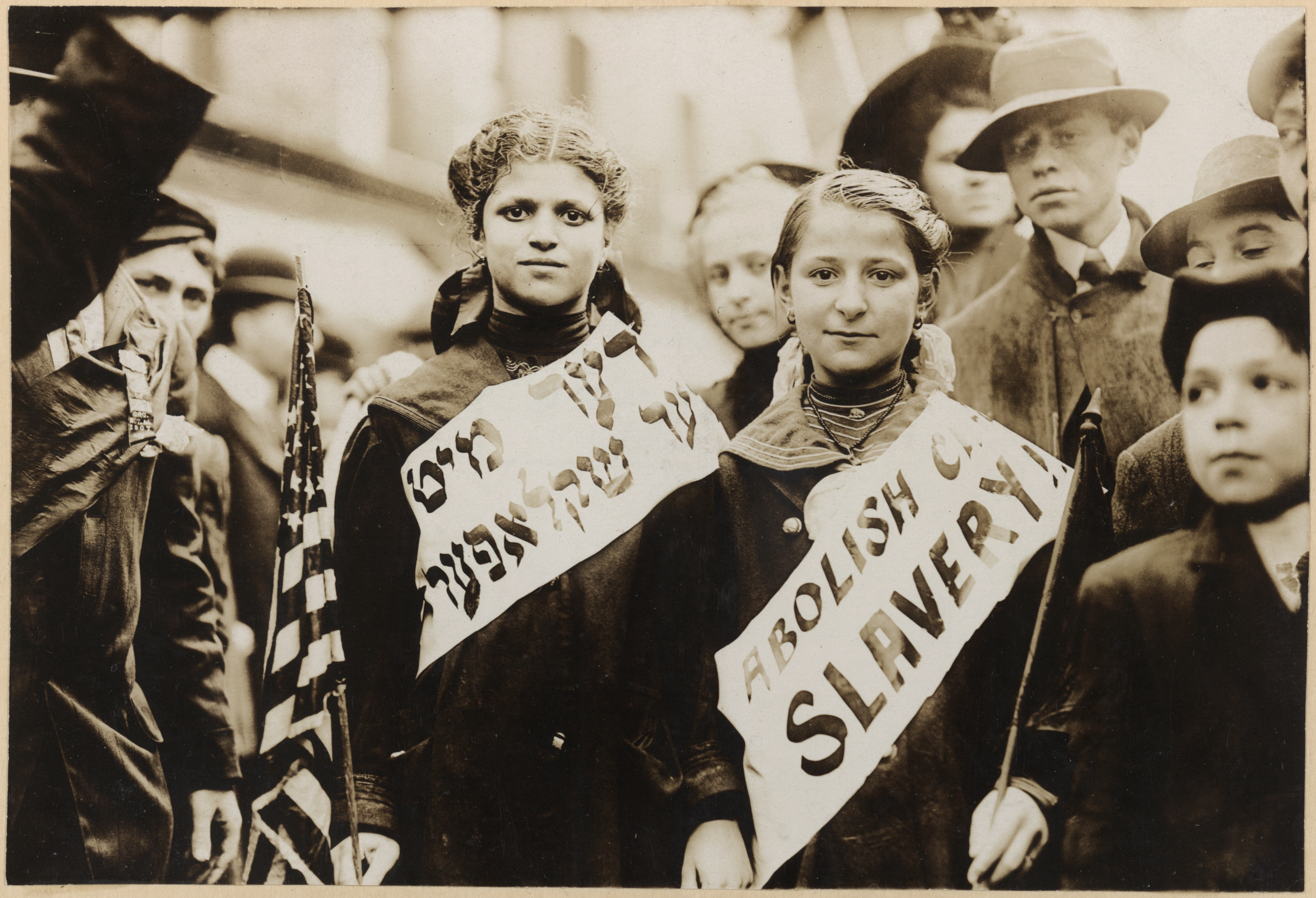

يصادف يوم 2 من ديسمبر من كل عام اليوم الدولي لإلغاء الرق وهو اليوم الذي يذكر باتفاقية الأمم المتحدة بشأن منع الإتجار بالأشخاص واستغلال الغير في البغاء ذات الرقم 317 IV والتي صدرت في 2 ديسمبر 1949.